# Pachycondyla guianensis
Pachycondyla guianensis är en myrart som först beskrevs av Weber 1939.  Pachycondyla guianensis ingår i släktet Pachycondyla och familjen myror. Inga underarter finns listade i Catalogue of Life.